# Édouard Jean Joseph de Laborde de Marchainville
Édouard Jean Joseph de Laborde de Marchainville est un navigateur français né le 26 juin 1762 à Paris et mort le 13 juillet 1786 à la Baie des Français, Lituya (Alaska).
Il fut membre de l'expédition de Lapérouse (1er août 1785 - 13 juillet 1786).

## Biographie

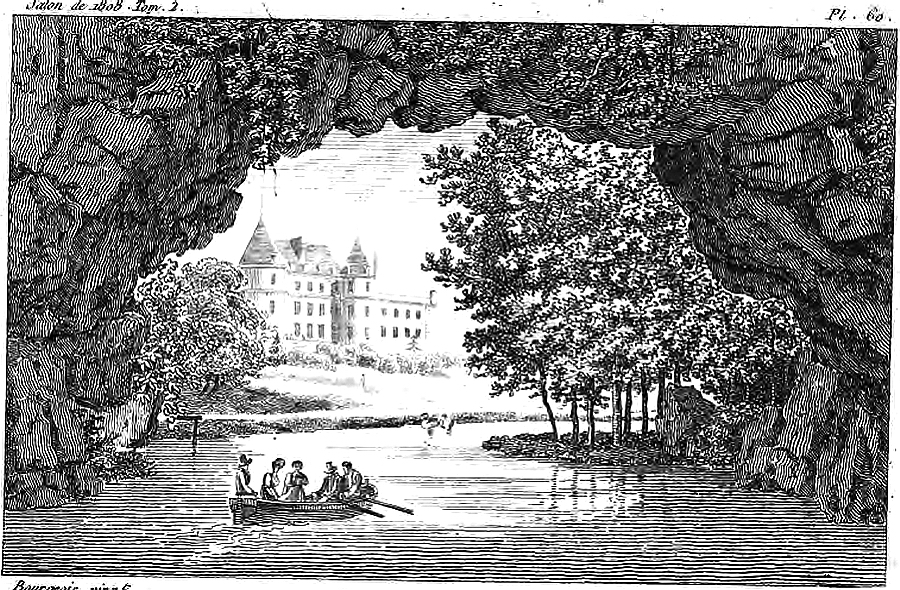
Château de Méréville et son pont de roches, Salon de 1808.

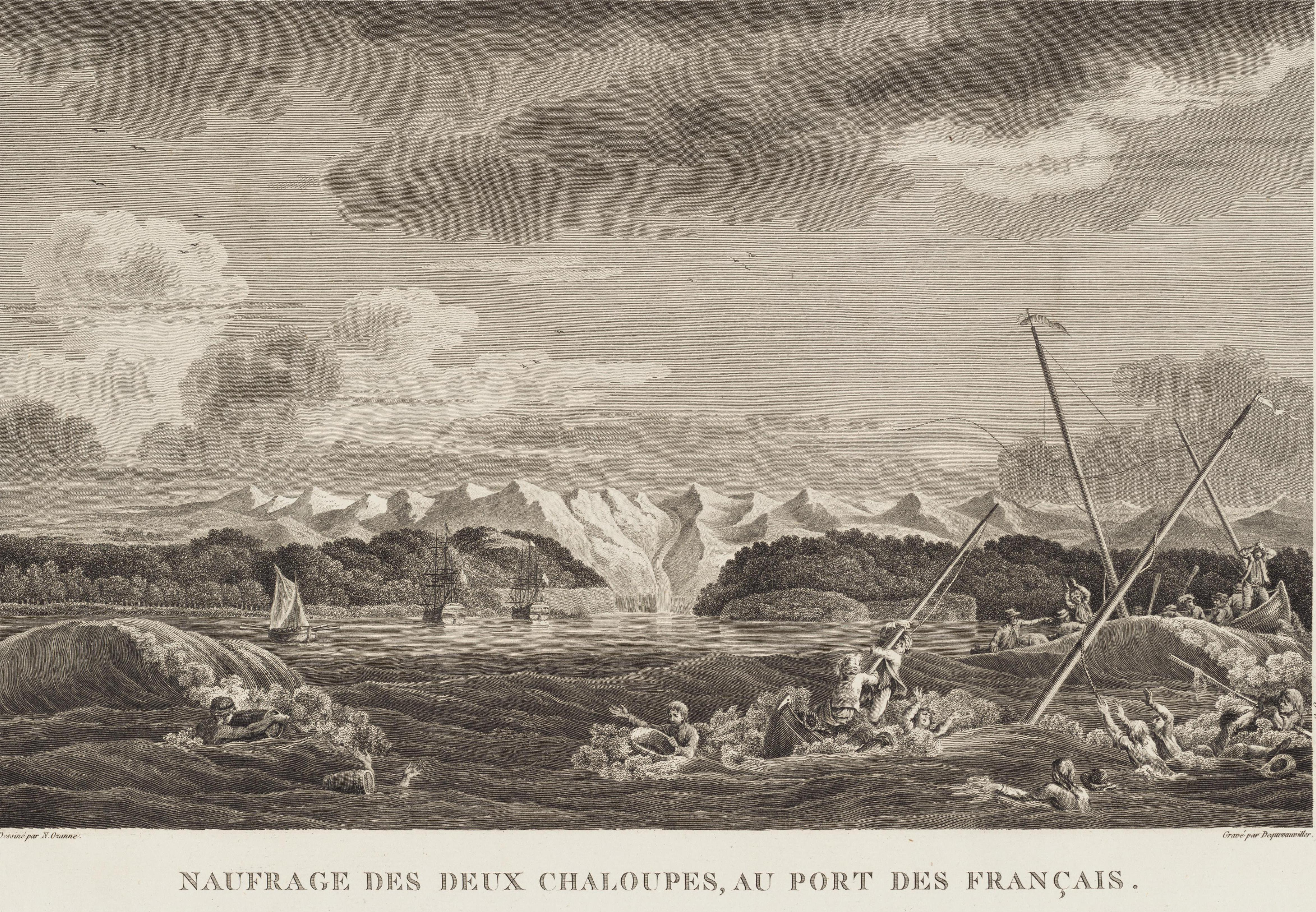
Le naufrage de deux chaloupes dans la baie des Français en 1786 coûta la vie à 21 personnes dont Édouard Jean Joseph de Laborde de Marchainville.

Le père d'Édouard Jean Joseph de Laborde de Marchainville est le très riche banquier de la Cour, Jean-Joseph de Laborde, fermier général de 1759 à 1768, et constitue une figure de premier plan dans les milieux financiers, politiques et mondains à la fin du XVIIIe siècle, par sa fortune mais aussi par l'usage qu'il en fait : ses actes de bienfaisance sont célèbres, tout autant que la générosité de son accueil, le luxe et le goût de sa maison.
En 1780, à bord de la Couronne, commandée par Guichen, Marchainville participe aux combats de la guerre d'indépendance américaine et s'y comporte si bien que son capitaine rend le compte le plus élogieux de sa conduite. Sur l'aigrette, commandée par Fleuriot de Langle il fait fonction d'officier chargé du détail ; il sert de nouveau sous ses ordres sur la Résolue.
En 1784, il paraît assez expérimenté pour commander la corvette la Fauvette. Quittant Newport pour l'Île-de-France de conserve avec le Réfléchi, la Fauvette en est séparée par un coup de vent aux abords du grand banc de Terre-Neuve. Marchainville ramena donc son navire seul, malgré le mauvais temps qui rendit la traversée éprouvante.
Bon marin et soldat courageux, il se distingue aussi par ses connaissances scientifiques qui lui valent la récompense d'une lunette de mer le 23 août 1777. Le 9 mars 1785, il obtient la permission de passer trois mois en Angleterre et en Hollande pour son instruction. De retour à Brest en juin 1785, Marchainville est aussitôt désigné pour remplir la place supplémentaire d'enseigne prévue à bord de l'Astrolabe et Langle, qui l'a eu à deux reprises sous ses ordres, le demanda très probablement.
En août 1785, il prend la mer dans la grande expédition scientifique qui doit explorer l'océan Pacifique sous les ordres de La Pérouse. Le 13 juillet 1786, il se noie dans le naufrage de deux chaloupes emportées par des courants violents dans la baie des Français.